# Округ Ворен (Индијана)
Округ Ворен (енгл. Warren County) је округ у америчкој савезној држави Индијана.

## Демографија
По попису из 2010. године број становника је 8.508, што је 89 (1,1%) становника више него 2000. године.
| Група             | 2000.         | 2010.         |
| Белци             | 8.318 (98,8%) | 8.321 (97,8%) |
| Афроамериканци    | 7 (0,1%)      | 11 (0,1%)     |
| Азијати           | 15 (0,2%)     | 36 (0,4%)     |
| Хиспаноамериканци | 37 (0,4%)     | 70 (0,8%)     |
| Укупно            | 8.419         | 8.508         |